# Diecezja Cloyne
Diecezja Cloyne (ang. Diocese of Cloyne, irl. Deoise Chluana, łac. Dioecesis Cloynensis) – diecezja Kościoła katolickiego w Irlandii w metropolii Cashel-Emly. Została erygowana w 580 roku. W przełożeniu na świecki podział administracyjny, obejmuje wschodnią i centralną część hrabstwa Cork.